# Nina Kulagina
Nina Sergeyevna Kulagina (en ruso: Нине́ль Серге́евна Кула́гина, Ninel Sergeyevna Kulagina) (nacida Nelya Mikhailova) (30 de julio de 1926 – 11 de abril de 1990) fue una mujer soviética que afirmó tener poderes psíquicos, particularmente en la telequinesis. La investigación académica de su fenómeno fue manejada por la Unión Soviética, durante los últimos 20 años de su vida. En 1987 Kulagina hizo una demanda contra una revista del gobierno soviético que la había acusado de fraude y obtuvo una victoria parcial. El editor de la publicación fue obligado a rectificar reconociendo que su información no era correcta y no se correspondía con la realidad.

## Biografía
Kulagina nació en 1926, se unió al Ejército Rojo a la edad de 14 años, ingresando a un regimiento de tanques durante la Segunda Guerra Mundial, era una ama de casa en el momento en que se estudiaron sus supuestas habilidades psíquicas y entró en el discurso internacional en la década de 1960. Durante la Guerra Fría, se produjeron películas mudas en blanco y negro, en donde se veía a Kulagina mover varios objetos sobre una mesa frente a ella, sin tocarlos. Estas películas fueron presuntamente realizadas bajo las condiciones de las autoridades soviéticas y causó mucha emoción para muchos investigadores psíquicos alrededor del mundo, algunos de los cuales creían que estos filmes representaban una clara evidencia de la existencia de los fenómenos psíquicos. Según los informes de la Unión Soviética, 40 científicos, entre ellos dos ganadores del Premio Nobel, estudiaron a Kulagina. En Investigating Psychics, Larry Kettlekamp afirmó que se filmó a Kulagina separando unos huevos rotos que había sumergido en el agua, separando las claras y las yemas de estos, en la que durante el evento se registraba los cambios físicos acelerados y alterados de la psíquica: ciclo cardíaco, ondas cerebrales y campo electromagnético. Para asegurar que los impulsos electromagnéticos externos no interfirieran, fue colocada en una jaula de metal, mientras que supuestamente demostraba de que era capaz de separar un fósforo marcado dentro de una pila de fósforos que estaban debajo de una cúpula de vidrio.
Kulagina creía que sus poderes habían sido heredados de su madre, y que reconoció su capacidad, cuando se percató de que los objetos se movían de forma espontánea a su alrededor cuando estaba enojada. Kulagina dijo que para manifestar el efecto, necesitaba un periodo de meditación para despejar su mente de todos los pensamientos. Cuándo obtenía el enfoque necesario, informaba de un dolor agudo en su columna vertebral y que su visión se mostraba borrosa. Según se dice, las tormentas interfirieron con su capacidad de realizar actos psicoquinéticos.
Uno de los experimentos más famosos de Kulagina tomaron lugar en un laboratorio de Leningrado, el 10 de marzo de 1970. Tras haber estudiado inicialmente la capacidad de mover objetos inanimados, los científicos tenían la curiosidad de ver si las capacidades de Kulagina se extendían en las células, tejidos, y órganos. Sergeyev fue uno de los tantos científicos presentes, cuando Kulagina intentó usar su energía para detener los latidos del corazón de una rana flotando en la solución. Dijo que se centró intensamente en el corazón y aparentemente lo hizo latir más rápido, luego más lento, y utilizando la intención extrema de su mente, lo detuvo.

## Disputa
Muchas personas y organizaciones, como la Fundación Educativa James Randi y el Comité Italiano para la Investigación de Declaraciones Paranormales (CICAP) expresaron su escepticismo ante las afirmaciones de psicoquinéticas de Kulagina. Massimo Polidoro ha escrito que los largos períodos de preparación y los entornos descontrolados (como las habitaciones de hotel) en donde se realizaban los experimentos con Kulagina, dejaban mucho potencial para que todo fuese un engaño. Los magos y los escépticos han argumentado que las habilidades de Kulagina podrían ser ejecutadas fácilmente por alguien experimentado en los juegos de manos, a través de medios como hilos ocultos o disfrazados, piezas pequeñas de metal magnético, o espejos y la URSS durante la Guerra Fría tenía un motivo obvio para falsificar o exagerar los resultados en el valor de propaganda potencial para ganarle a Estados Unidos en la "Carrera Psi", análoga a la Carrera espacial o a las carrera armamentista.
Vladimir Lvov publicó un artículo en Pravda, el principal periódico de la URSS, en donde acusó a Kulagina de fraude. Lvov escribió que hizo uno de los trucos, mediante un imán oculto en su cuerpo. El artículo también informó que Kulagina había sido arrestada por estafar al público por 5000 rublos. El escritor de ciencia Martin Gardner describió a Kulagina como una "linda, regordeta y pequeña charlatana de ojos oscuros" quien había sido atrapada, usando trucos para mover objetos. Según Gardner, fue "sorprendida engañando más de una vez por los científicos del Establishment soviético." Nada de lo que ellos la acusaban pudo ser probado, y el Pravda tuvo que publicar un artículo de disculpas, restituyendo su honor y honra.